# She Was Hot
She Was Hot är andra spåret på Rolling Stones album Undercover, släppt 7 november 1983. Låten släpptes också som singel 24 januari 1984. Rocklåten skrevs av Mick Jagger och Keith Richards och spelades in mellan november och december 1982 och juni - augusti 1983.
Texten handlar om en man som befinner sig i olika amerikanska städer, som han finner ogästvänliga och det är då hon dyker upp, en sexuellt frigjord kvinna. "New York was cold and damp / TV is just a blank / Looks like another dead end Sunday" ("Det var kyligt och rått i New York / På teve finns inget att se / Det är som ännu en söndag som når vägs ände") är den inledande strofen på den fyra minuter och 40 sekunder långa låten. Refrängen lyder: "And she was hot - as she kissed my mouth / She was hot - as I wiped her brow / She was hot - she pinned me to the ground" ("Och hon var het - då hon kysste min mun / Hon var het - då jag torkade hennes panna / Hon var het - hon naglade fast mig i marken").

## Medverkande musiker
- Mick Jagger - sång
- Keith Richards - elgitarr
- Ron Wood - elgitarr
- Bill Wyman - elbas
- Charlie Watts - trummor
- Ian Stewart - piano
- Chuck Leavell - synthesizer

## Källa
- http://www.keno.org./stones_lyrics/shewashot.html